# Лестършър
Лестършър (на английски: Leicestershire) е историческо, административно неметрополно и церемониално (с различни размери) графство в регион Ийст Мидландс, Англия. В състава му влизат 8 общини с обща площ от 2156 квадратни километра, от които Лестър сити е унитарна (самоуправляваща се) единица. Населението на графството към 2009 година е 949 400 жители.
В миналото административен център на областта е бил град Лестър – един от големите градове в Обединеното кралство, на чието име е кръстено графството. От 1974 година, управлението на Лестършър е настанено в град Гленфийлд, намиращ се на 5 км северозападно от Лестър. Самият Лестър остава независима самоуправляваща се община.

## География
Графството е разположено в средна Англия и е част от регион Ийст Мидландс. На север граничи с Дарбишър и Нотингамшър. На изток са разположени графствата Рътланд и Линкълншър. В югоизточна посока е Нортхамптъншър, а на запад са графствата Уорикшър и Стафордшър.
Лестършър се простира на територия от 2156 квадратни километра, което го нарежда на 28-о място от 48 графства в Англия.
Реката Соар извира източно от град Хинкли и протича в северна посока през графството преди да се влее в река Трент при границата с Дарбишър и Нотингамшър.
Обширна площ от северозападната територия на областта, около град Коалвил, е част от новосформираната „Национална Горска Територия“, простираща се и в Стафордшър и Дарбишър.
Най-високата точка в Лестършър е „Бардън Хил“, издигащ се на 278 метра над морското равнище.
През 2002 година, след проведена маркетингова кампания, цветето „Foxglove“ (Digitalis purpurea) е избрано за символ на графството.

### Административно деление
| Област / графство | Община                  | Община | Главен град    | Други селища                 |
| ----------------- | ----------------------- | ------ | -------------- | ---------------------------- |
| Лестършър         | Чарнууд                 |        | Лъфбъроу       | Шепсхед, Сайстън             |
| Лестършър         | Мелтън                  |        | Мелтън Моубрей | Ботсфорд, Есфордбай          |
| Лестършър         | Харбъро                 |        | Маркет Харбъро | Лътъруърт, Броутън Астли     |
| Лестършър         | Оудби и Уигстън         |        | Уигстън Магна  | Оудби                        |
| Лестършър         | Блейби                  |        | Нарбъро        | Каунтсторп, Блейби, Уетстоун |
| Лестършър         | Хинкли и Босуърт        |        | Хинкли         | Маркет Босуърт, Ърл Шилтън   |
| Лестършър         | Северозападен Лестършър |        | Коулвил        | Ашби де ла Зуш, Ибстък       |
| Лестършър         | Лестър Сити             |        | Лестър         |                              |

## Демография
Изменение на населението на графството (заедно с община Лестър) за период от две десетилетия 1991-2009 година:
| година    | 1991    | 2001    | 2009    |
| --------- | ------- | ------- | ------- |
| население | 836 032 | 889 499 | 949 400 |

Разпределение на населението по общини към 2001 година:
| Община                  | Площ km2 | Население | Гъстота (жители/km2) |
| ----------------------- | -------- | --------- | -------------------- |
| Чарнууд                 | 279.06   | 153 462   | 550                  |
| Мелтън                  | 481.38   | 47 866    | 99                   |
| Харбъро                 | 591.78   | 76 559    | 129                  |
| Оудби и Уигстън         | 23.52    | 55 795    | 2372                 |
| Блейби                  | 130.47   | 90 252    | 692                  |
| Хинкли и Босуърт        | 297.35   | 100 141   | 337                  |
| Северозападен Лестършър | 279.33   | 85 503    | 306                  |
| Лестър                  | 73.31    | 279 921   | 3818                 |
| общо                    | 2156.20  | 889 499   | 413                  |